# كوكي ماتسوزاوا
كوكي ماتسوزاوا (باليابانية: 松澤 香輝) (3 أبريل 1992 في كاواساكي في اليابان – )؛ هو لاعب كرة قدم كان يلعب كحارس مرمى.

## وصلات خارجية
- كوكي ماتسوزاوا على موقع الاتحاد الدولي (مؤرشف)  (الإنجليزية)
- كوكي ماتسوزاوا على موقع رابطة كرة القدم اليابانية للمحترفين (اليابانية)
- كوكي ماتسوزاوا على موقع قاعدة بيانات كرة القدم.إي يو (الإنجليزية)
- كوكي ماتسوزاوا على موقع Soccerway.com (الإنجليزية)
- كوكي ماتسوزاوا على موقع عالم كرة القدم.نت (الإنجليزية)